# رودولف یاکوب کامراریوس
رودولف یاکوب کامراریوس یا کامرر (زاده ۱۲ فوریه ۱۶۶۵ – درگذشته ۱۱ سپتامبر ۱۷۲۱) گیاه‌شناس و پزشک آلمانی بود.

## زندگی
کامراریوس در توبینگن متولد شد و در سال ۱۶۸۷استاد پزشکی و مدیر باغ‌های گیاه‌شناسی توبینگن شد. او عمدتاً به دلیل تحقیقاتش در مورد اندام‌های تولید مثلی گیاهان شناخته شده‌است (De sexu plantarum epistola (1694)). 
در حالی که گیاه شناسان دیگر، مانند جان ری و نهمیا گرو، مشاهده کرده بودند که به نظر می‌رسد گیاهان به شکلی رابطه جنسی دارند و حدس می‌زدند که گرده عامل لقاح نر است، این کامراریوس بود که دست به آزمایش زد. او در مطالعه توت مشخص کرد که گیاهان ماده بدون نزدیکی به گیاهان نر میوه می‌دهند اما بدون دانه هستند. گیاهان مرکوریالیس و اسفناج نیز به همین ترتیب عمل می‌کردند. او با گیاه روغن کرچک (Ricinus) و با ذرت، گلهای لکه دار ("منگوله" ذرت) را قطع کرد و به همین ترتیب مشاهده کرد که هیچ دانه‌ای تشکیل نمی‌شود. نتایج او در قالب یک نامه (epistola) گزارش شد و توجه فوری را به خود جلب کرد، کارگران بعدی نتایج او را از گیاهان تک پایه‌ای که او مطالعه کرده بود به گیاهان دوپایه نیز گسترش دادند.

## آثار

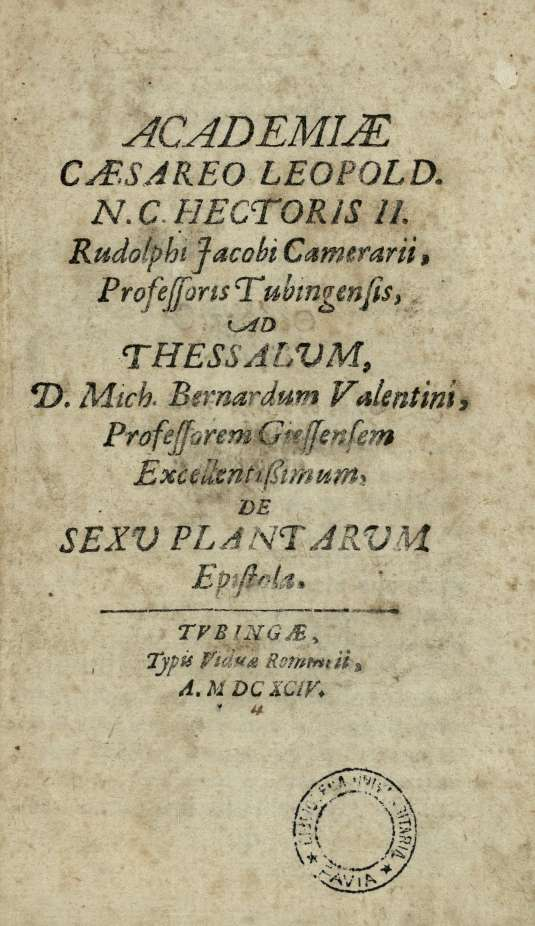
در مورد جنسیت گیاهان، ۱۶۹۴

- دربارهٔ گیاهان بهاری (به لاتین). توبینگن: مارتین رومی. ۱۶۸۸.
- در مورد جنسیت گیاهان (در لاتین). توبینگن: مارتین رومی. ۱۶۹۴.

## یادداشت
1. ↑  Chisholm 1911.